# Pallipalayam
Pallipalayam (o Pallipalyam) è una suddivisione dell'India, classificata come town panchayat, di 35.214 abitanti, situata nel distretto di Namakkal, nello stato federato del Tamil Nadu. In base al numero di abitanti la città rientra nella classe III (da 20.000 a 49.999 persone).

## Geografia fisica
La città è situata a 11° 22' 40 N e 77° 44' 27 E.

## Società

### Evoluzione demografica
Al censimento del 2001 la popolazione di Pallipalayam assommava a 35.214 persone, delle quali 17.920 maschi e 17.294 femmine. I bambini di età inferiore o uguale ai sei anni assommavano a 3.628, dei quali 1.857 maschi e 1.771 femmine. Infine, coloro che erano in grado di saper almeno leggere e scrivere erano 21.657, dei quali 12.326 maschi e 9.331 femmine.